# Pięciornik złoty
Pięciornik złoty (Potentilla aurea L.) – gatunek rośliny należący do rodziny różowatych. Występuje w górach Europy od Hiszpanii po Ukrainę oraz od Niemiec i Polski na północy po Włochy i Grecję na południu. W Polsce wyłącznie w Sudetach i Karpatach.

## Morfologia

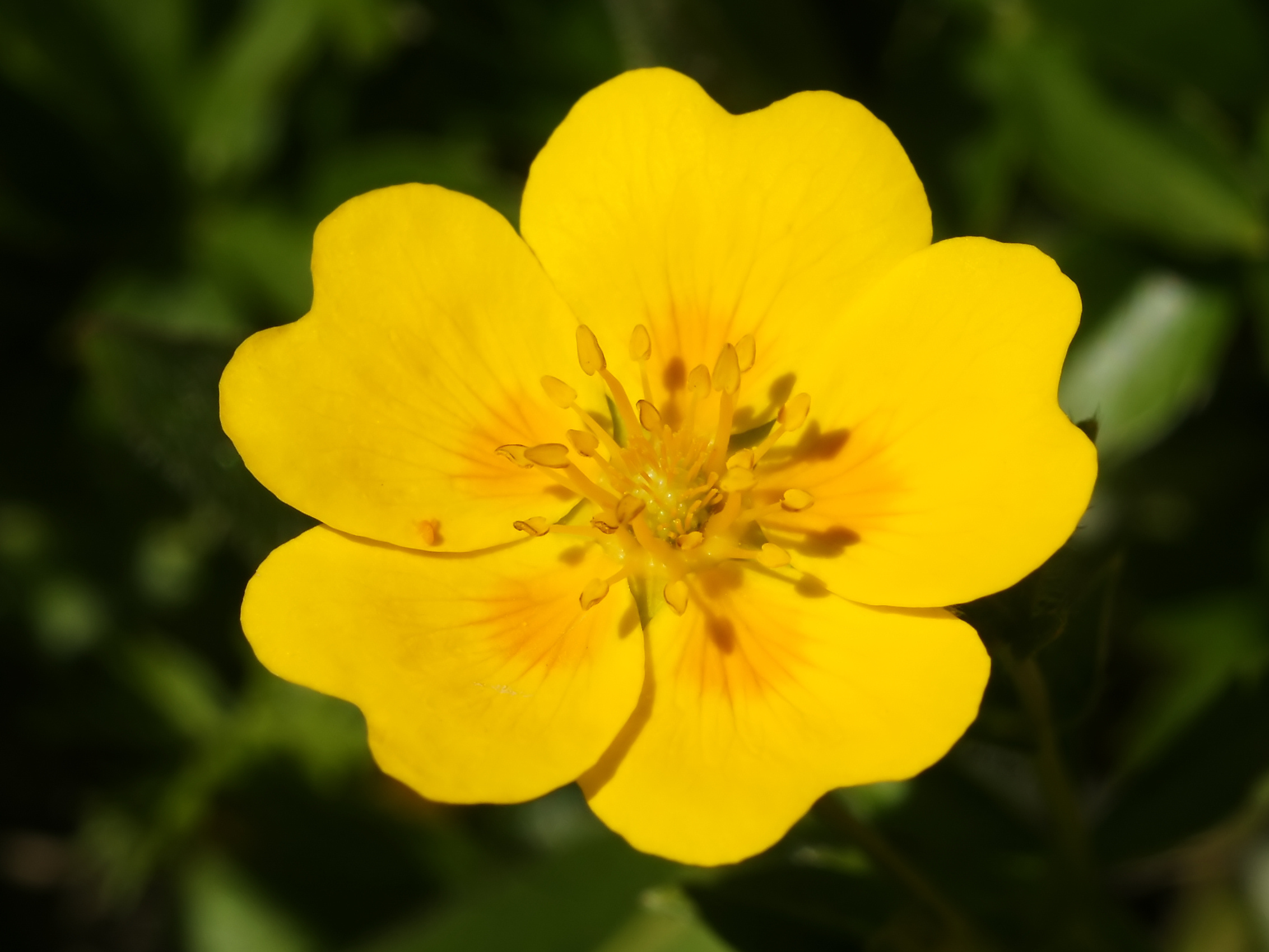
Kwiat

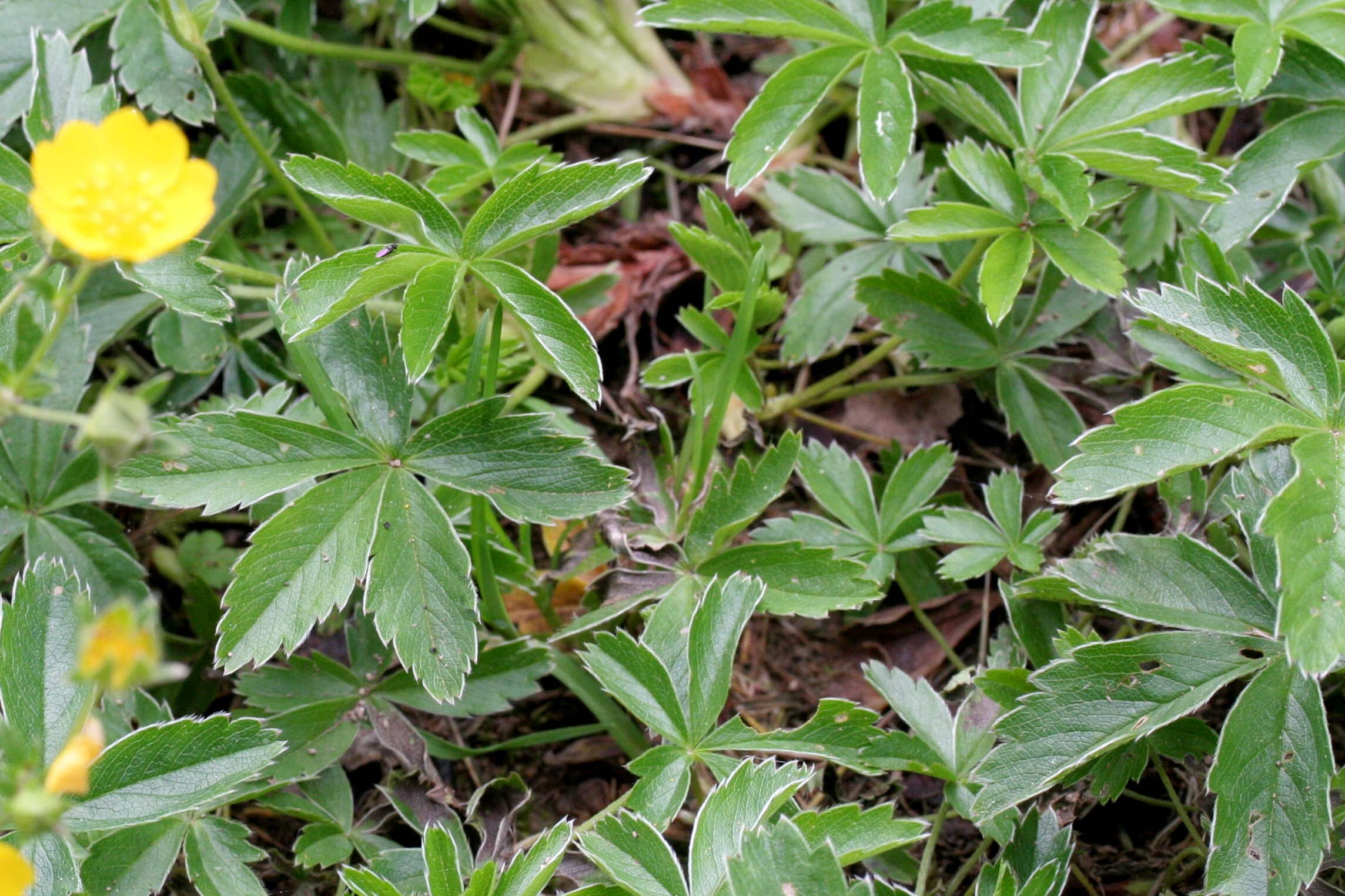
Liście ze srebrzystą obwódką

PokrójRoślina gęstokępkowa. Pędy kwiatowe wyrastają z boku płonnych różyczek liściowych. Pędy rzadko zakorzeniają się.
ŁodygaWzniesiona, o wysokości do 25 cm.
LiścieGłównie odziomkowe. Są one długoogonkowe, dłoniasto złożone, składają się z 5 jednakowej wielkości listków. Listki te mają klinowato-jajowaty kształt i wierzchołki ostro ząbkowane. Ich brzegi są srebrzysto i przylegająco owłosione, wskutek czego na brzegach listków występuje lśniąca obwódka. Również nerwy listków są owłosione. Liście łodygowe nieduże i nieliczne (1-2). Przylistki na płonnych różyczkach mają jajowate lub szerokolancetowate uszka.
KwiatyWyrastają na długich szypułkach. Ich korona o średnicy 1,5-2,5 cm składa się z 5 złocistożółtych płatków (właśnie od koloru tych płatków pochodzi nazwa gatunkowa rośliny). U nasady płatków pomarańczowa plama, wewnątrz korony liczne pręciki i słupki. Szyjka słupka o cienkiej nasadzie i zgrubiała pod znamieniem.
OwocDrobne niełupki.
Gatunki podobnePięciornik alpejski. Nie posiada srebrzystej obwódki na brzegach liści.

## Biologia i ekologia

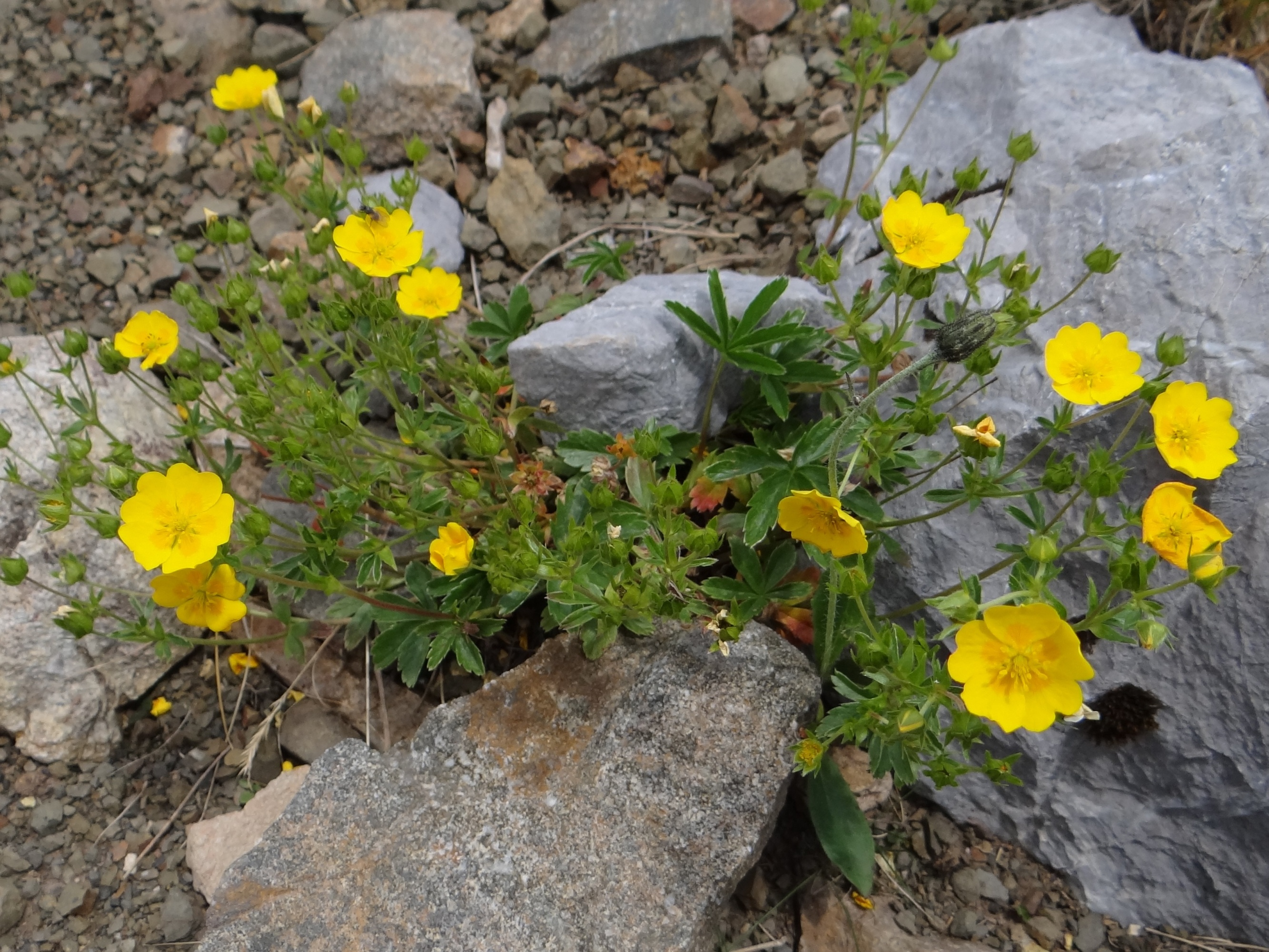
Pięciornik złoty w Tatrach

RozwójBylina. Kwitnie od maja do sierpnia.
SiedliskoHale górskie, polany reglowe, murawy. W Tatrach od regla dolnego po najwyższe szczyty, głównie jednak w trzech najwyższych piętrach, powyżej granicy lasu. Występuje zarówno na podłożu wapiennym, jak i granitowym, częściej jednak na granicie.

## Zastosowanie
Roślina ozdobna. W uprawie najczęściej występuje podgatunek. P. aurea ssp. chrysocraspeda (syn. P. ternata). Nadaje się do ogrodów skalnych, na rabaty, obwódki. Rozmnaża się go wczesną wiosną przez podział. Po kilku latach uprawy należy przerzedzić kępy, gdyż nadmiernie zagęszczony słabo kwitnie i ma mniejszą wytrzymałość na mróz. Wymaga stanowiska słonecznego lub półsłonecznego, gleby przewiewnej, niezbyt wilgotnej i bezwapiennej.